# Wiktor Kopp
Wiktor Leontjewicz Kopp (ros. Виктор Леонтьевич Копп, ur. 29 września 1880 w Jałcie, zm. 27 maja 1930 w Berlinie) – radziecki dyplomata.
Od 1899 członek SDPRR, studiował w Charkowskim Instytucie Technologicznym, z którego został usunięty, był kilkakrotnie aresztowany. W 1909 aresztowany i wydalony z kraju, 1914 wrócił do Rosji, 1914–1915 służył w armii, uczestnik I wojny światowej, 1915–1918 przebywał w niemieckiej niewoli. 
Od lipca 1919 do maja 1921 pełnomocnik Ludowego Komisariatu Spraw Zagranicznych Rosji Sowieckiej i Ludowego Komisariatu Handlu Zagranicznego w Niemczech, od 1920 członek RKP(b), od 1923 do marca 1925 pełnomocnik Ludowego Komisariatu Spraw Zagranicznych RFSRR przy Radzie Komisarzy Ludowych RFSRR. Od 25 lutego 1925 do 31 stycznia 1927 ambasador ZSRR w Japonii, a od 5 lutego 1927 do śmierci ambasador ZSRR w Szwecji.